# Яблочинський монастир

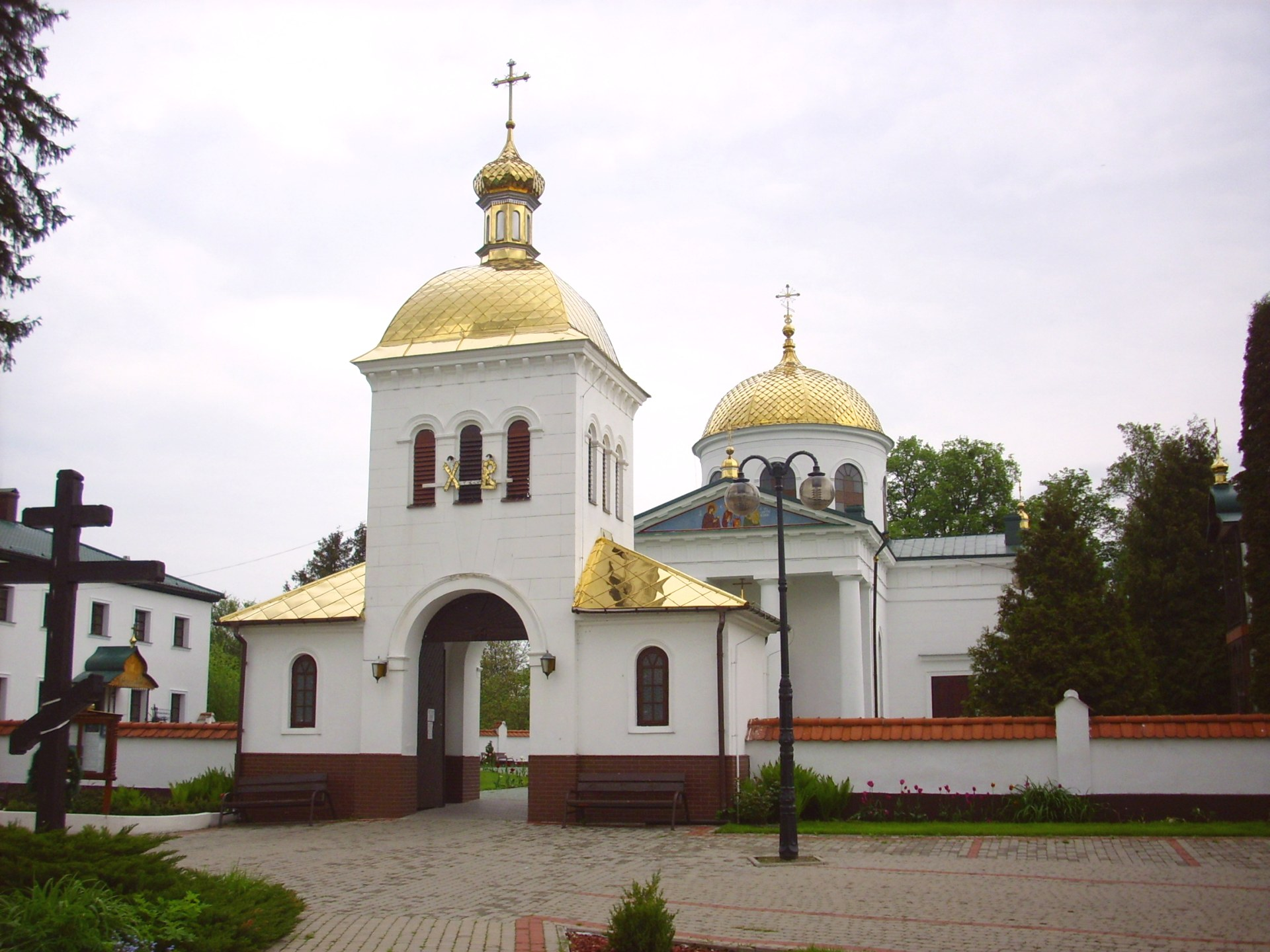
Яблочинський монастир

51°48′19″ пн. ш. 23°37′59″ сх. д. / 51.8053° пн. ш. 23.6331° сх. д.
Яблочинський монастир — православний чоловічий монастир св. Онуфрія біля села Яблочина в Більському повіті Люблінського воєводства Польщі.

## Історія

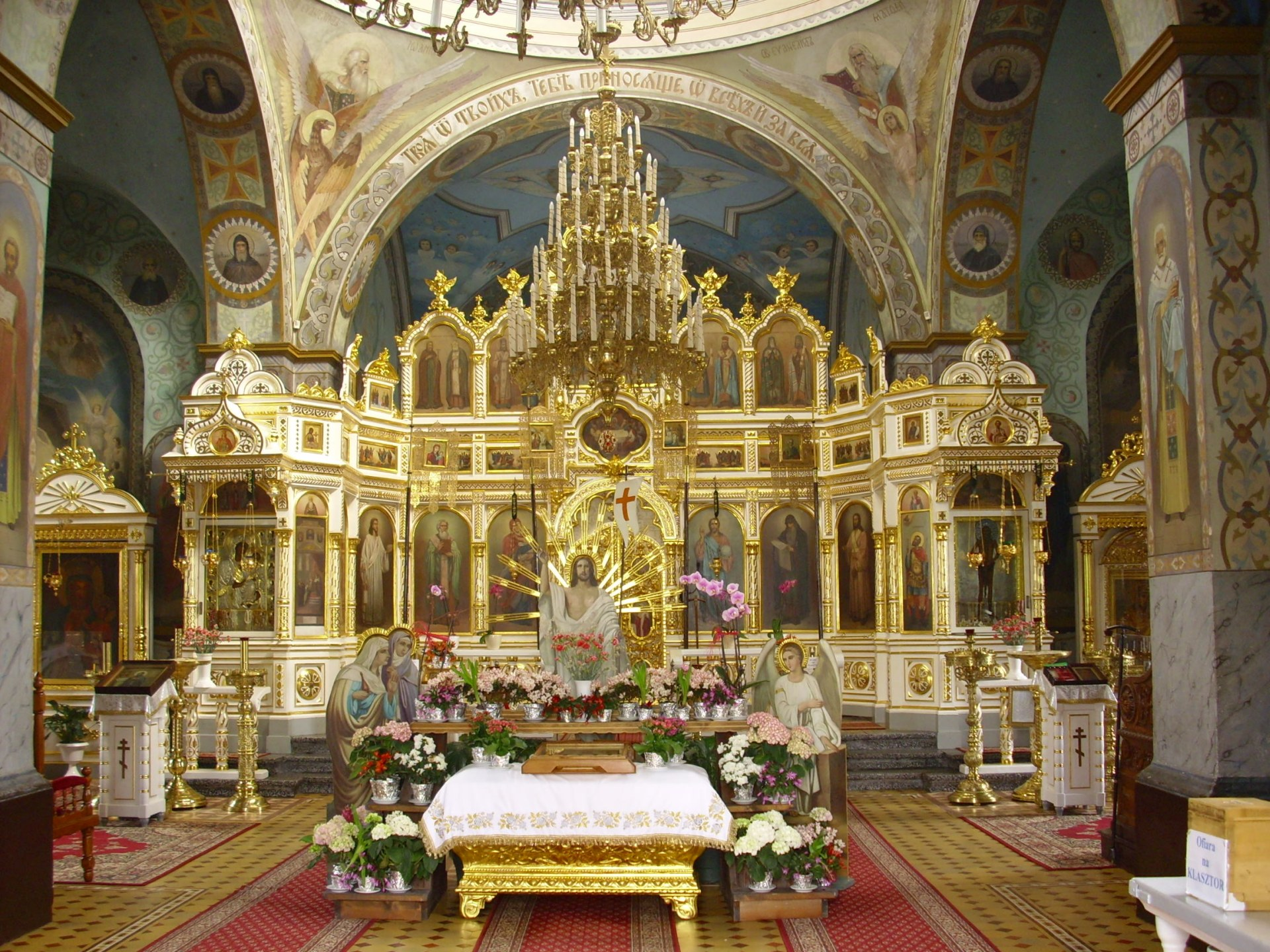
Інтер'єр

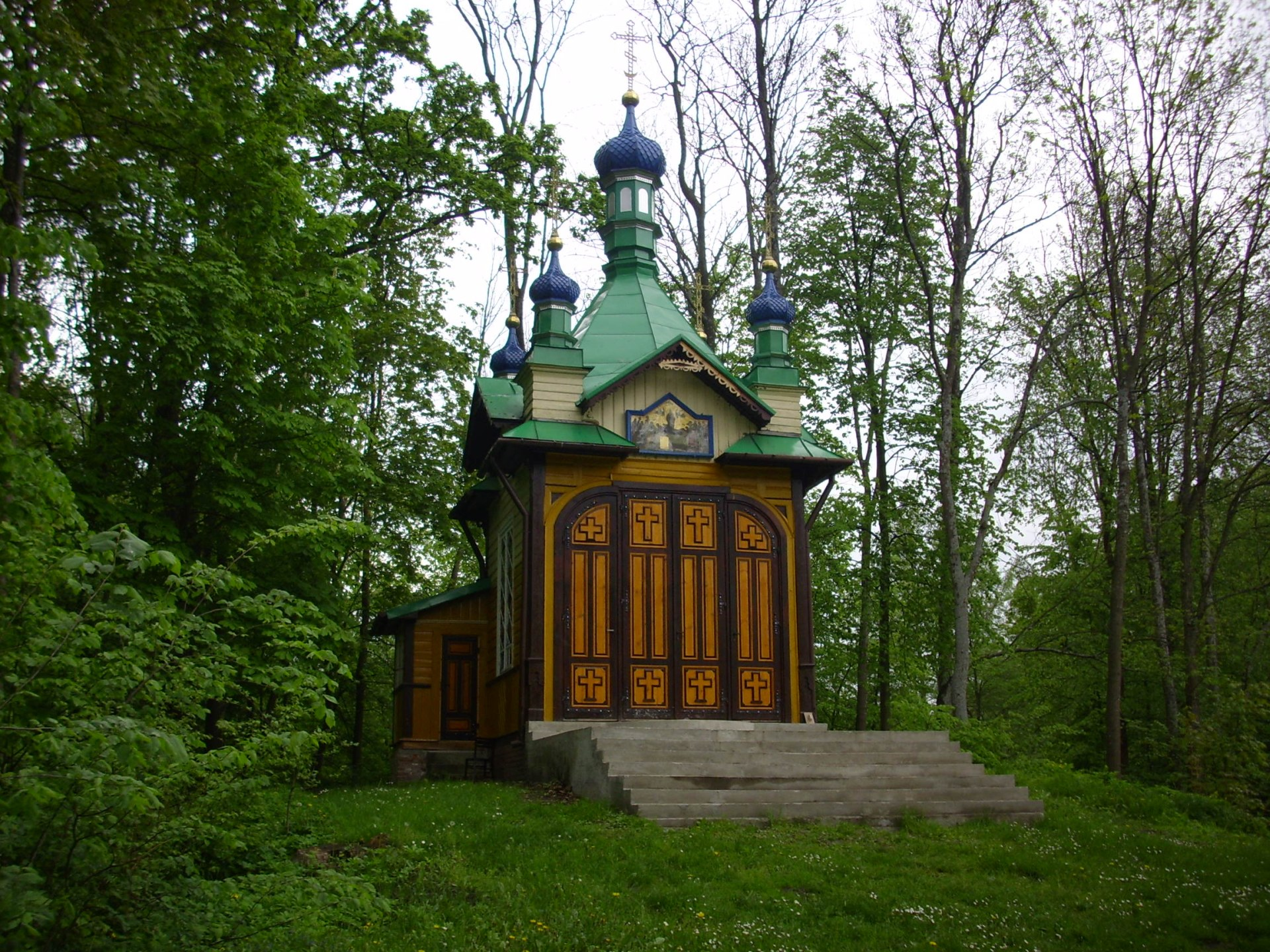
Капличка

Заснований при кінці 15 ст.; у 17 ст. збудовано більшу церкву, дзвіницю й чернечі келії. Монастир ніколи не приймав Берестейської унії. В 1838 — 40 роках трипрестольну церкву, будівлю обведено мурованою стіною.
До 1914 при Яблочинському монастирі діяли дяківські курси, школа церковно-приходських учителів і трирічна сільсько-господарська школа.
За першої світової війни монастир понищено, а польська влада відібрала шкільні будинки й майже всю землю. Друга світова війна знову завдала великої шкоди монастиреві, а 1942 великих втрат зазнав монастир від пожежі.
Протягом багатьох років Яблочинський монастир був єдиний чоловічий православний монастиром у Польщі. У монастирі зберігаються давні ікони (св. Онуфрія з 15 ст.) й книги. Туди 1974 перенесено з Варшави старші кляси Духовної семінарії, відновлено дяківську школу, створено притулок для старих священиків. Щороку відбувається велика проща на свято св. Онуфрія.

## Персоналії
- Іларіон (Огієнко) (був пострижений в чернецтво 9 жовтня 1940 р. в Яблочинському Свято-Онуфрієвському монастирі митрополитом Діонісієм (Валединським), предстоятелем Польської православної церкви)